# Cratere Kofi
Kofi  è un cratere sulla superficie di Mercurio.